# سرزمین سکوت و ظلمت
سرزمین سکوت و ظلمت (آلمانی: Land des Schweigens und der Dunkelheit) فیلمی مستند به کارگردانی ورنر هرتسوک است که در سال ۱۹۷۱ منتشر شد.